# Hypselodoris tryoni
Hypselodoris tryoni (лат.) — вид ярко окрашенных брюхоногих моллюсков семейства Chromodorididae из отряда голожаберных (Nudibranchia). Обитают в Индо-Тихоокеанской области.

## Таксономия
Вид был впервые описан в 1873 году под названием Goniodoris tryoni Garrett, 1873. Решение о включении видов рода Risbecia в род Hypselodoris было принято на основании молекулярного (ДНК) исследования, которое показало, что виды Risbecia являются кладой внутри рода Hypselodoris в его нынешнем виде.

## Описание
Hypselodoris tryoni имеет коричневое тело и белую ногу. Тело и верхняя часть спины покрыты пурпурными пятнами, окольцованными белым или светло-коричневым цветом. Жабры обычно полупрозрачные белые или светло-коричневые, а ринофоры коричневые или тёмно-коричневые и покрыты круговыми белыми линиями. По краю мантии проходит тонкая синяя или фиолетовая линия. Между особями наблюдаются некоторые различия в окраске. По внешнему виду Hypselodoris tryoni похож на Goniobranchus geminus, Goniobranchus kuniei и Goniobranchus leopardus, хотя у него отсутствует широкая фиолетовая линия по краю мантии, присутствующая у этих видов. Виды Goniobranchus также имеют более низкое, округлое тело. Морские слизни, такие как Hypselodoris tryoni, известны своим поведением, когда до четырех особей следуют друг за другом очень близко, часто соприкасаясь. Неизвестно, чем вызвано такое поведение.
Hypselodoris tryoni достигает не менее 60 мм в длину и, как было замечено, поднимает и опускает голову во время ползания.

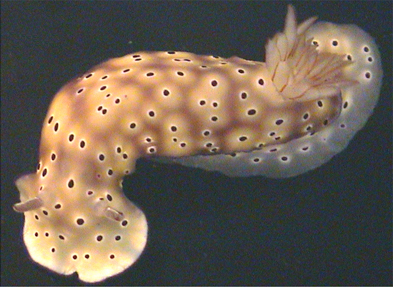
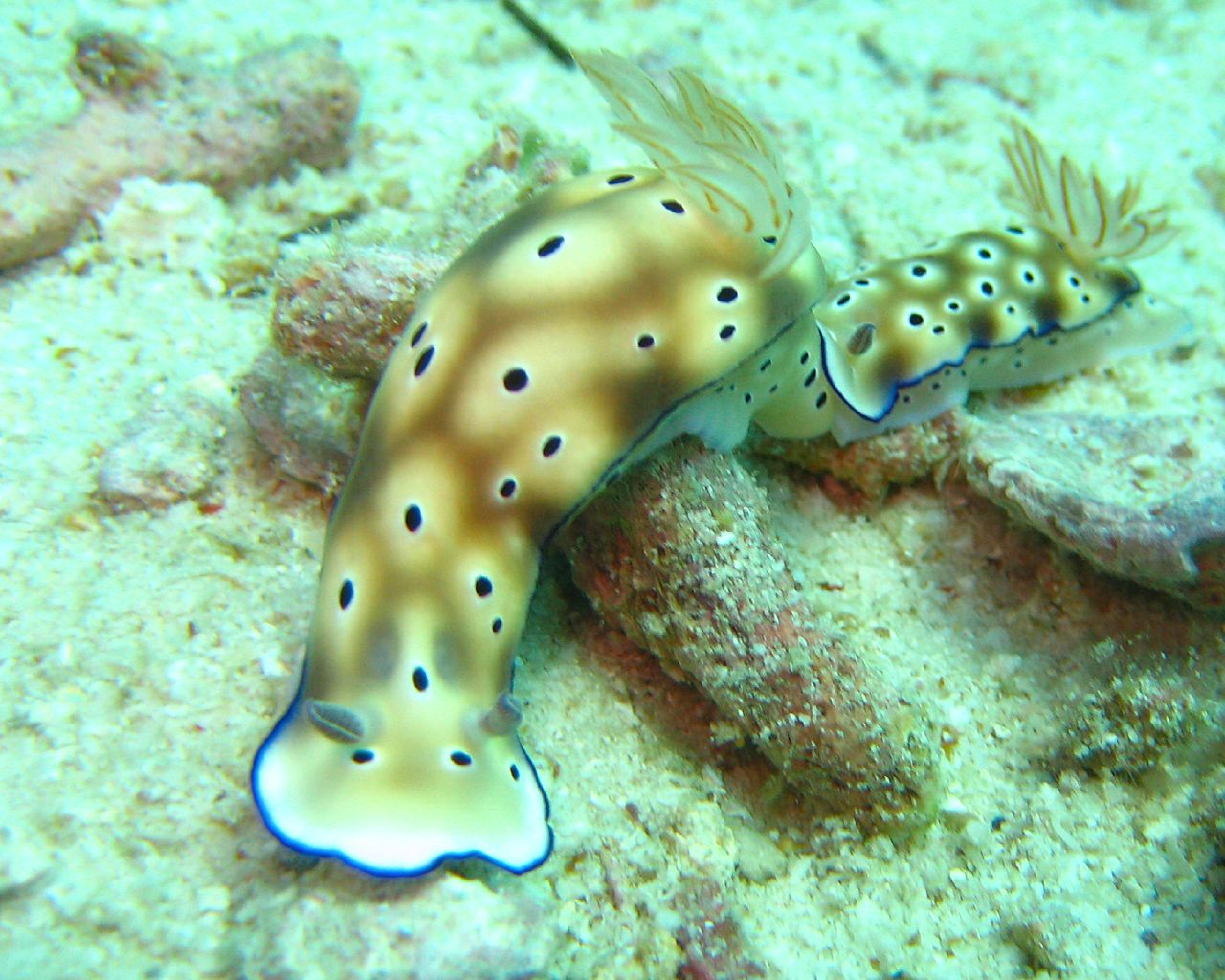

## Распространение
Этот вид был описан с Островов Общества в Полинезии. Сообщается, что он широко распространен в тропической западной части Тихого океана от Австралии до Филиппин.

## Сходные виды
- Hypselodoris variobranchia
- Goniobranchus geminus
- Goniobranchus tritos
- Goniobranchus leopardus